# Bataille d'Afrine
Guerre civile syrienne
Batailles
La bataille d'Afrine, baptisée par la Turquie opération Rameau d'olivier, a lieu lors de la guerre civile syrienne. Cette deuxième intervention militaire turque en Syrie fait suite à l'opération Bouclier de l'Euphrate de 2016-2017. L'offensive est lancée le 20 janvier 2018 par l'armée turque et les rebelles syriens de l'Armée syrienne libre contre les forces kurdes des YPG, avec l'objectif de chasser ces derniers de la ville et de la région d'Afrine, sous leur contrôle depuis 2012. Au cours de la bataille, les Kurdes opposent initialement une forte résistance, mais l'armée turque finit par prendre l'avantage grâce à son artillerie lourde et ses frappes aériennes. Abandonnée par sa population, la ville d'Afrine est prise presque sans combat le 18 mars 2018 par les Turcs et les rebelles.

## Prélude

Situation à Afrine, dans le nord du gouvernorat d'Alep, au début de la bataille :
Zones contrôlées par le régime syrien et ses alliés
Zones contrôlées par les rebelles et l'armée turque
Zones contrôlées par les Forces démocratiques syriennes

### Situation d'Afrine

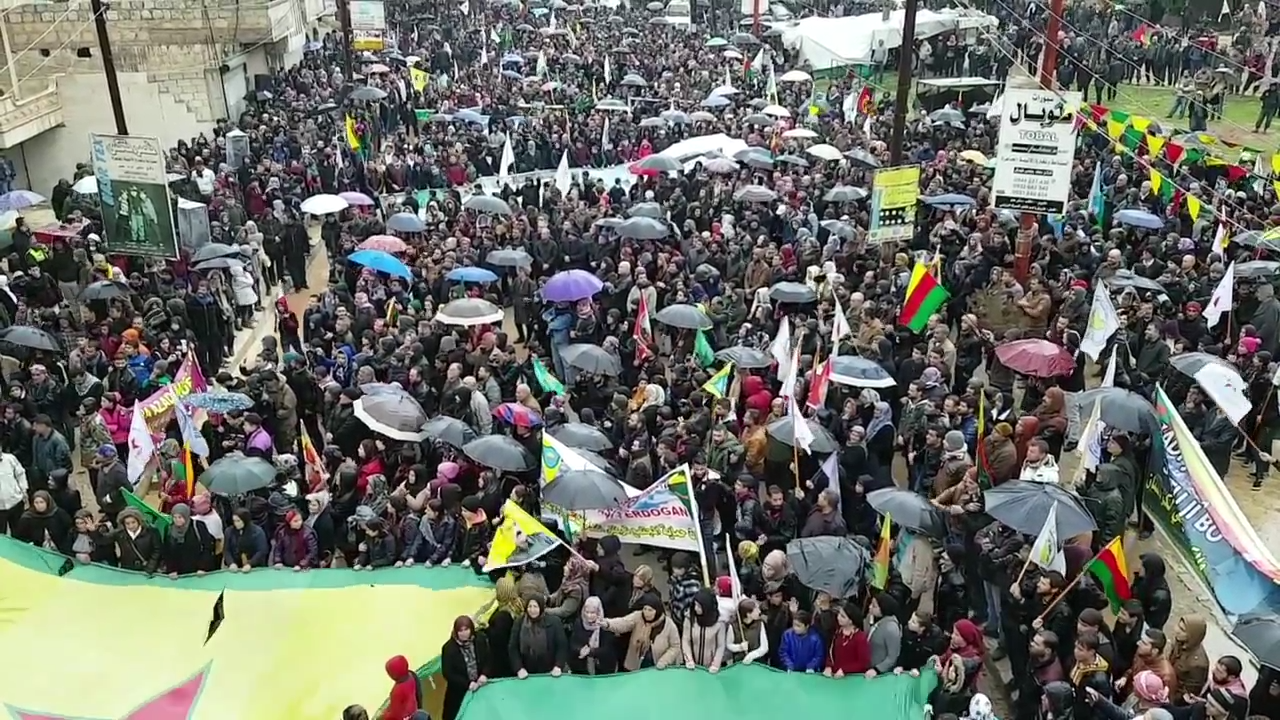
Manifestation à Afrine, le 19 janvier 2018, contre l'offensive turque.

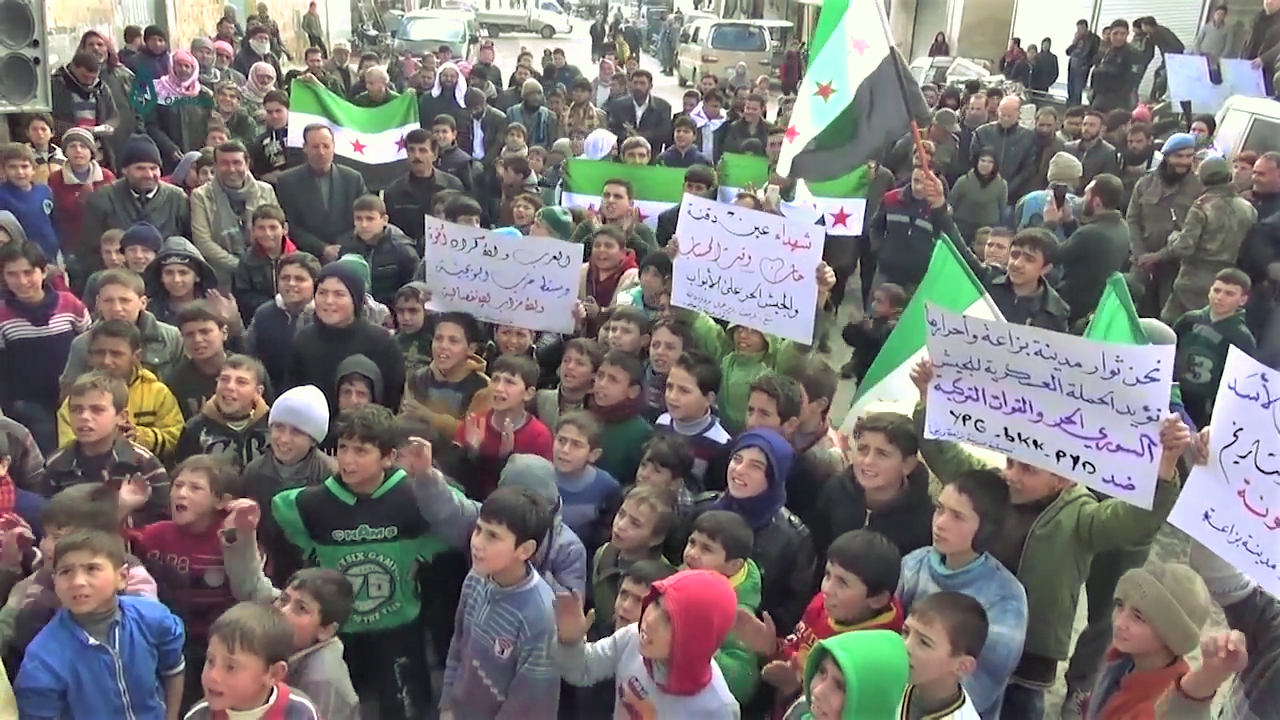
Manifestation à Bizah, près d'al-Bab, le 19 janvier 2018, en faveur de l'offensive turque.

Située dans le nord-ouest du gouvernorat d'Alep, Afrine et sa région, comprenant 360 villes et villages, est contrôlée depuis le 11 juillet 2012 par le Parti de l'union démocratique (PYD) et sa branche armée, les Unités de protection du peuple (YPG),. La population de la région est en très grande majorité kurde, mais elle comprend aussi des Arabes, des Assyriens, des Turkmènes, des Kurdes alévis et des Kurdes yézidis, dont 20 000 réfugiés ayant fui les massacres de Sinjar en Irak,. En janvier 2018, entre 500 000 et un million de personnes y vivent, dont des milliers de réfugiés,. La poche d'Afrine est une région montagneuse, bordée au nord et à l'ouest par la frontière turque, au sud et à l'est par les régions sous contrôle rebelle, tandis que la route d'Alep au sud-est est tenue par le régime syrien. La zone rebelle à l'est d'Afrine, dans la région d'al-Bab, est dominée par l'Armée syrienne libre et celle au sud, dans la région d'Idleb, par Hayat Tahrir al-Cham.
Après la défaite en 2017, à al-Bab, des djihadistes de l'État islamique lors de l'opération Bouclier de l'Euphrate, les villes d'Afrine et Manbij, contrôlées par les Kurdes des YPG, deviennent les prochains objectifs de la Turquie,. En juillet 2017, des dizaines de milliers de personnes manifestent à Afrine contre la Turquie, après des rumeurs sur la préparation par Ankara d'une offensive contre la région. Ponctuellement dans les mois qui suivent, des escarmouches éclatent, des bombardements et des tirs d'artillerie sont effectués par l'armée turque dans la région. Cependant Moscou s'oppose à une offensive turque et afin de veiller au respect du cessez-le-feu, des forces de l'armée russe se déploient le 20 mars 2017 à Afrine auprès des Forces démocratiques syriennes,,. Pour la Turquie, la lutte contre le PYD et le PKK est la grande priorité, mais elle est isolée sur ce sujet,.

### Contexte immédiat
Le 12 octobre 2017, après un accord avec Hayat Tahrir al-Cham, des forces de l'armée turque entrent dans le gouvernorat d'Idleb et installent des postes de contrôle au sud de la région d'Afrine.
Le 13 janvier 2018, l'artillerie turque reprend ses bombardements sur Afrine, qui se poursuivent les jours suivants,,,,,. 
Le 14 janvier 2018, la coalition internationale menée par les États-Unis annonce son intention de créer avec les Forces démocratiques syriennes une « Force de sécurité aux frontières » constituée de 30 000 hommes dans le Nord de la Syrie,. Cette annonce est dénoncée par le régime syrien, la CNFOR, la Russie, l'Iran et est accueillie avec fureur par la Turquie qui menace de passer à l'offensive à Afrine,,,,. Le 15 janvier, le président turc Recep Tayyip Erdoğan déclare : « L'Amérique a avoué qu'elle était en train de constituer une armée terroriste à notre frontière. Ce qui nous revient, à nous autres, c'est de tuer dans l'œuf cette armée terroriste ». Le Secrétaire d'État américain Rex Tillerson tente ensuite de calmer la situation en déclarant que l'annonce a été « mal relayée » et que les États-Unis ne cherchent pas à constituer une force de gardes-frontières.
Le 18 janvier, des milliers de personnes manifestent dans les territoires kurdes du Nord de la Syrie pour s'opposer à l'intervention turque. Le même jour, le régime de Damas menace également d'abattre les avions turcs qui survoleraient la Syrie.
Le 18 janvier, le général Hulusi Akar, chef d'état-major des forces armées turques, et Hakan Fidan, chef des services de renseignement, se rendent à Moscou, où ils sont reçus par Valéri Guérassimov, le chef d’état-major russe, et Sergueï Choïgou, le ministre de la défense,,. L'AFP indique le 20 janvier que « les analystes estiment qu'aucune offensive majeure ne peut raisonnablement être lancée en Syrie sans l'accord de la Russie, présente militairement dans la région et qui entretient de bonnes relations avec les YPG »,,,. Pour Marie Jégo, journaliste pour Le Monde : « Le message était le suivant : si Moscou refuse d’ouvrir l’espace aérien au-dessus d’Afrin, les négociations d’Astana parrainées par la Russie, la Turquie et l’Iran pourraient en rester là. Et si le PYD est invité à la table du « dialogue national syrien » à Sotchi, les Turcs n’en seront pas. Ankara croit au succès de sa démarche, misant sur le fait que les Russes tiennent au succès de la réunion de Sotchi, essentielle pour valoriser leur image de « faiseurs de paix » ». La Russie et la Turquie pourraient également s'être accordées pour que la première abandonne Afrine, si l'autre abandonne Idleb,,,. Le 20 janvier, le ministère russe de la Défense annonce que les troupes russes en poste à Afrine se sont retirées. Juste avant le début de l'offensive, la Russie aurait proposé aux Kurdes de céder Afrine au régime syrien en échange de quoi elle s'engageait à ce que la Turquie n'intervienne pas contre eux, mais les Kurdes auraient refusé. Le 22 janvier, le président Erdoğan déclare : « La question d'Afrine sera réglée, il n'y aura pas de marche arrière à Afrine. Nous en avons parlé avec nos amis russes, nous avons un accord avec eux »,.
Selon Allan Kaval, journaliste au Monde : « Pour la Russie, puissance protectrice de l’enclave d’Afrin avant le déclenchement de l’opération turque, le feu vert donné à Ankara peut s’expliquer par plusieurs facteurs : punir les Kurdes pour leurs relations suivies avec les Américains et autres Occidentaux dans le nord-est de la Syrie, faire comprendre aux Kurdes que cette alliance ne les protège pas à l’ouest de l’Euphrate, et enfin, dégrader les relations déjà très houleuses entre Ankara et les puissances occidentales de l’OTAN avec, pour conséquence ultime, l’affaiblissement de l’Alliance atlantique. L’absence de réaction des puissances occidentales s’explique également par une volonté de ne pas rompre avec la Turquie, de jeter Ankara dans les bras de la Russie quelle que soit l’affiliation idéologique de ses supplétifs sur le terrain syrien ».

## Forces en présence

### Forces de l'armée turque et de l'Armée syrienne libre

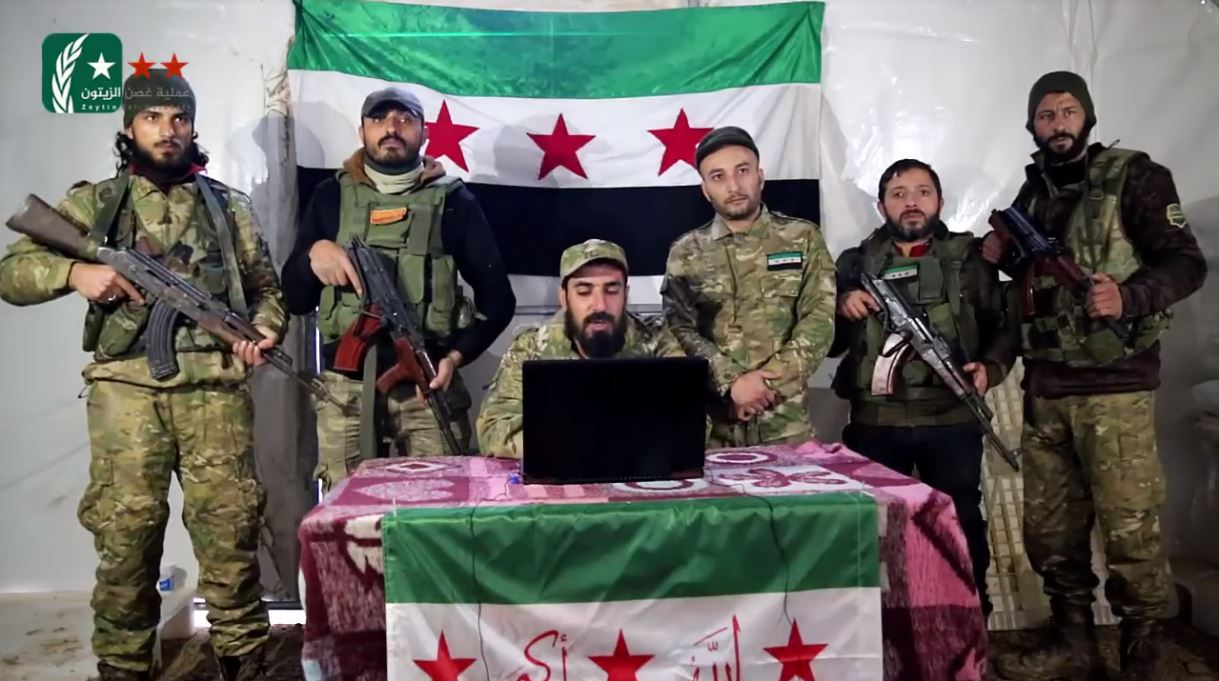
Un groupe kurde de l'Armée syrienne libre annonçant sa participation à l'offensive d'Afrine contre les YPG aux côtés de l'armée turque, le 26 janvier 2018.

L'offensive est lancée par les mêmes groupes que ceux qui ont pris part à l'opération Bouclier de l'Euphrate,. Le 21 janvier 2018, le major Yasser Abdel Rahim, chef militaire de Faylaq al-Cham et membre du centre des opérations conjointes, affirme que 25 000 rebelles de l'Armée syrienne libre prennent part à l'opération aux côtés des forces turques,. L'Orient-Le Jour indique cependant que ce nombre apparaît exagéré pour plusieurs observateurs,. Pour l'Observatoire syrien des droits de l'homme (OSDH), le nombre des combattants rebelles mobilisés auprès de l'armée turque est d'environ 10 000. Un combattant rebelle témoignant pour L'Orient-Le Jour donne le même nombre. Le centre d'études Jussoor, proche de l’opposition syrienne, évoque quant à lui 5 000  à   7 000 combattants. Depuis l'Opération Bouclier de l'Euphrate, les différentes brigades de l'Armée syrienne libre présentes dans le nord du gouvernorat d'Alep sont rassemblées au sein de l'« Armée nationale syrienne », forte officiellement de 22 000 hommes et rattachée théoriquement au « gouvernement intérimaire syrien » présent à Gaziantep, mais contrôlée dans les faits par la Turquie. Parmi les principaux groupes impliqués figurent la Division Sultan Mourad,,,, Jaych al-Nokhba,, la Division al-Hamza,,, le Liwa Samarkand,, la Brigade al-Moutasem, le Front du Levant,,, Faylaq al-Cham,,,, le Liwa Sultan Souleymane Chah, le Liwa Suqour al-Chamal, le Liwa Sultan Mehmed Fatih, le Liwa al-Muntasir Billah, Ahrar al-Charkiya, Jaych al-Chamal, le Régiment al-Musafa, la 1re Brigade des commandos, la 9e division, la 23e division, le Liwa Ousoud al-Fatihin, le Liwa al-Vakkas, la Brigade de la Tempête du Nord, Jaych al-Nasr,, Jaych al-Ahfad, Fastaqim Kama Umirt, le Liwa Asifat Hazm, le Front de l'authenticité et du développement, la brigade du bouclier de Hassaké, Jaych al-Charkiya, le Liwa al-Fatah, le Liwa Sultan Osman, Rejal al-Harb, le Liwa al-Shimal, le 5e régiment, Jaych al-Thani et Ahrar al-Cham. Plusieurs de ces brigades sont constituées de combattants turkmènes. Selon l'OSDH, des membres des Loups gris prennent également part aux combats. Les rebelles forment le gros de l'infanterie, appuyés par les blindés, l'artillerie et l'aviation turque,. 
Positionné au sud d'Afrine, dans le gouvernorat d'Idleb, le groupe djihadiste Hayat Tahrir al-Cham, annonce à son tour être passé à l'attaque contre les YPG le 23 janvier 2018.

### Forces démocratiques syriennes

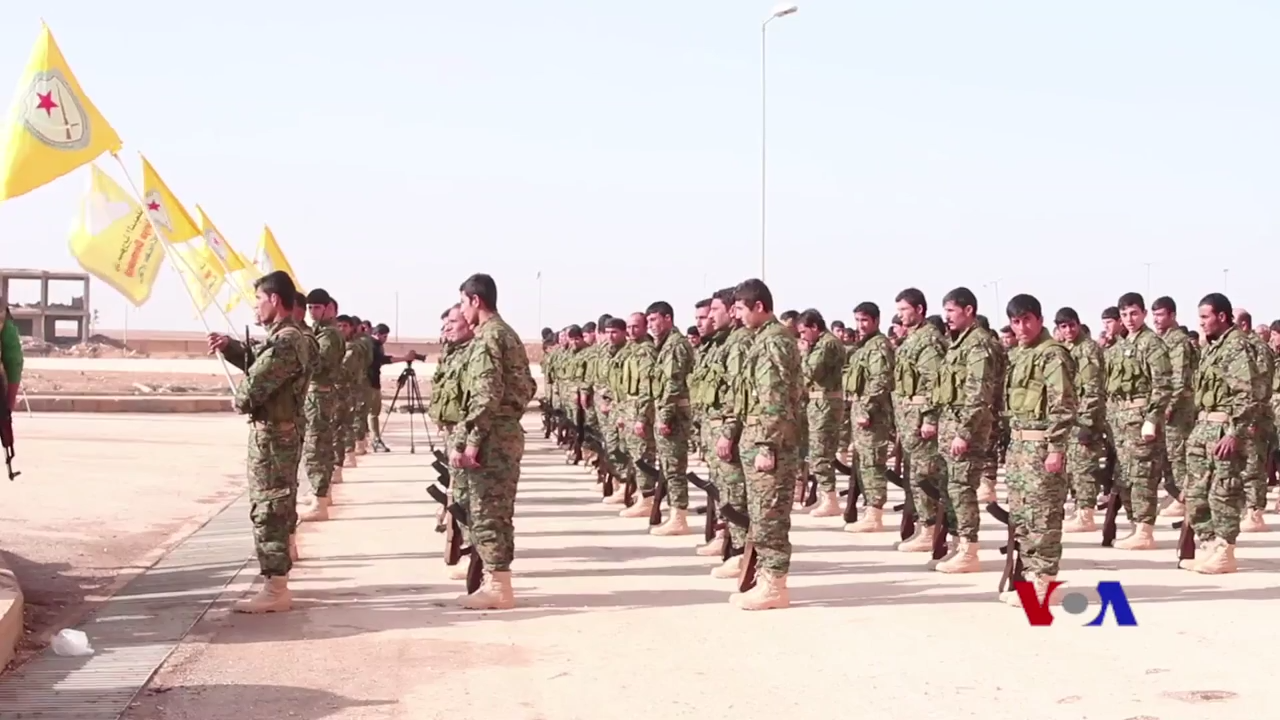
Des membres des HXP, à Afrine, le 21 janvier 2018.

Du côté des Forces démocratiques syriennes (FDS), les YPG compteraient au début de la bataille entre 8 000  et   10 000 combattants à Afrine selon les déclarations du Premier ministre turc, Binali Yıldırım. Puis, après l'arrivée de renforts, les autorités kurdes affirment fin février que 20 000 combattants défendent la région d'Afrine. Ces forces sont commandées par Mahmoud Berxwedan,. La commandante des YPJ est Nujin Derik. Le Conseil militaire syriaque (MFS) et quelques groupes se réclamant de l'Armée syrienne libre et combattant au sein des Forces démocratiques syriennes, comme Jaych al-Thuwar et le Liwa Chamal al-Democrati participent à la bataille. Des combattants yézidis des YBŞ et des YJÊ arrivent également en renfort à Afrine, au moins à partir de début février. Des dizaines de combattants étrangers du Bataillon international de libération et de la Brigade Michael Israel participent également à la bataille du côté des FDS,,. Plusieurs d'entre eux forment une unité baptisée les « Forces antifascistes à Afrin » (FAFA). 
Pour défendre la région, les Kurdes ont érigé des fortifications et creusé des tunnels dans la montagne. Bien qu'Afrine soit enclavée, le régime syrien laisse cependant les Forces démocratiques syriennes traverser son territoire pour y acheminer des renforts,.

## Réactions internationales
Le 20 janvier, le président turc Erdoğan annonce que « L'opération Afrine a commencé de facto sur le terrain. Ensuite, ce sera Manbij. [...] Plus tard, étape par étape, nous débarrasserons notre pays jusqu'à la frontière irakienne de cette croûte de terreur qui essaye de nous assiéger »,. L'armée turque confirme que l'opération, baptisée « Rameau d'olivier », a été lancée à 14 heures UTC,. 
Ankara affirme que le régime de Damas a été informé de l'offensive, mais ce dernier dément et condamne une « brutale agression ». Moscou se déclare « préoccupée » et appelle « les parties opposées à faire preuve de retenue ». Les États-Unis font également part de leur désapprobation ; le département d'État américain déclare : « Nous ne pensons pas qu'une opération militaire aille dans le sens de la stabilité régionale, de la stabilité de la Syrie, ou de l'apaisement des craintes de la Turquie pour la sécurité de sa frontière »,. Le Secrétaire d'État Rex Tillerson reconnaît cependant « le droit légitime de la Turquie » à se « protéger ». L'Iran réclame l'arrêt de l'offensive ; le porte-parole du ministère des Affaires étrangères, Bahram Qasemi déclare : « L'Iran espère que cette opération va cesser immédiatement afin d'empêcher une aggravation de la crise dans les régions frontalières de Turquie et de Syrie ». Le Qatar, proche allié de la Turquie, apporte quant à lui son soutien à l'opération. Le Royaume-Uni affirme pour sa part reconnaître que la Turquie a « un intérêt légitime à assurer la sécurité de ses frontières »,. En revanche, la France appelle le 21 janvier la Turquie à cesser son offensive ; la ministre des Armées Florence Parly déclare que « ces combats doivent être arrêtés » car ils pourraient « détourner les forces combattantes kurdes, qui sont à nos côtés et très engagées au sein de la coalition à laquelle la France appartient, dans le combat primordial contre le terrorisme »,,. Le ministre français des Affaires étrangères, Jean-Yves Le Drian, demande également une réunion urgente du Conseil de sécurité des Nations unies. Celui-ci se réunit le 22 janvier, mais ne condamne ni ne rédige de déclaration commune concernant l'offensive turque à Afrine. Dans l'ensemble, les États-Unis, la Russie, l'Iran et la France appellent juste la Turquie à la « retenue »,,,,,,. De même, l'OTAN affirme le 25 janvier reconnaître à la Turquie son « droit de se défendre » mais « de manière proportionnée et mesurée ».
En Allemagne, des voix s'émeuvent également de l'utilisation par l'armée turque de chars Leopard 2, livrés par Berlin à Ankara entre 2006 et 2011,. L'Allemagne suspend alors la modernisation prévue des 354 chars acquis par la Turquie.
Le 22 janvier, tout en accusant les États-Unis d'« encourager le séparatisme kurde », le ministre russe des Affaires étrangères Sergueï Lavrov annonce que les Kurdes du PYD sont invités au « Congrès de paix pour la Syrie », prévu le 30 janvier à Sotchi. Cependant, ces derniers rejettent l'offre le 28 janvier et annoncent qu'ils boycotteront le Congrès de Sotchi en raison de l'offensive à Afrine.

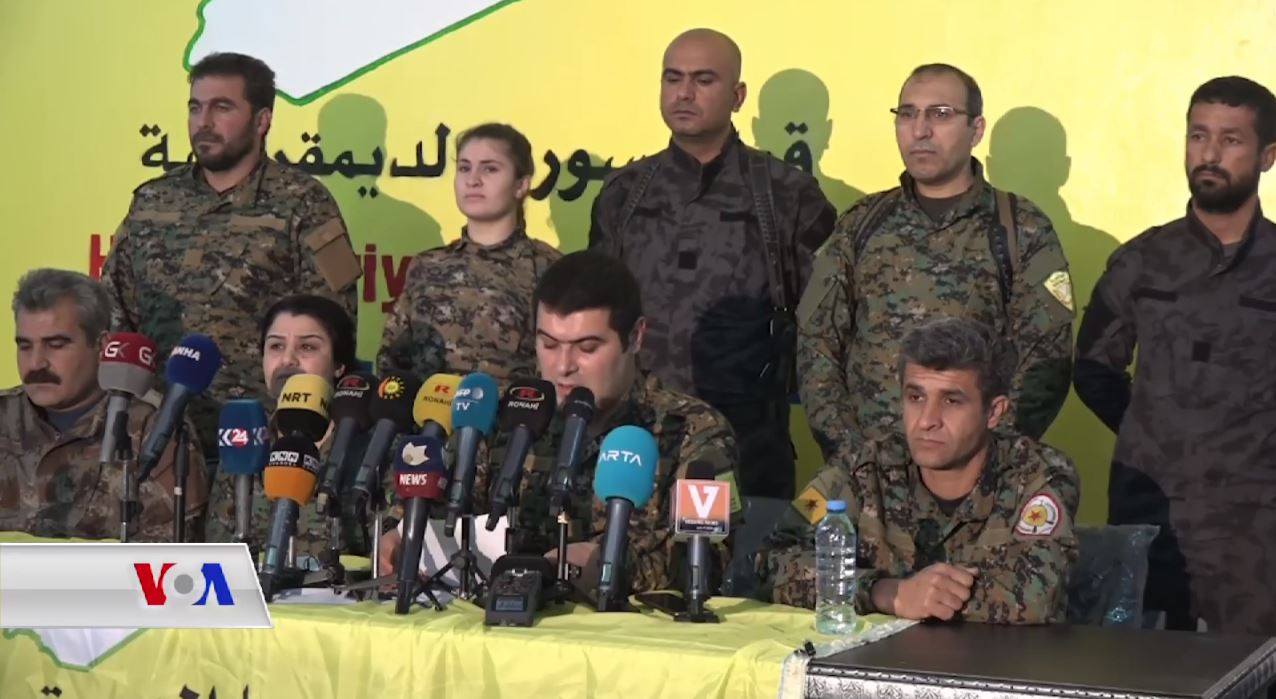
Conférence de presse des Forces démocratiques syriennes, le 22 janvier 2018.

Le 22 janvier, les Forces démocratiques syriennes en appellent à la coalition internationale en lui demandant de « prendre ses responsabilités » vis-à-vis de l'offensive turque,. Le même jour Sipan Hemo, le commandant général des YPG, accuse la Russie de « trahison ». Le 25 janvier, Othmane al-Cheikh Issa, co-président du Conseil exécutif du canton d'Afrine, demande l'intervention du régime syrien : « L'Etat syrien (...), avec tous les moyens qu'il a, devrait faire face à cette agression et déclarer qu'il ne permettra pas aux avions turcs de survoler l'espace aérien syrien ». Le 27 janvier, le PYD appelle ensuite « la communauté internationale » et « les forces nationales syriennes » à « faire pression par tous les moyens » pour faire cessez l'offensive d'Ankara.
En Turquie, l'offensive est soutenue par l'AKP, le MHP et le CHP, ainsi que par les principaux médias, dont les rédacteurs en chef ont été convoqués par le gouvernement qui a leur délivré quinze « recommandations » à suivre pour faire du « journalisme patriotique » selon l'ONG Médecins sans frontières. Les imams du pays reçoivent pour instruction de réciter chaque jour la sourate de la victoire, tandis que la mairie de Hatay dépêche sur la frontière un orchestre de mehters, vêtus de costumes traditionnels de l'Empire ottoman, afin de soutenir le moral des troupes. Le HDP prend position contre l'intervention et tente d'organiser des manifestations, mais ces dernières sont interdites par la police et plusieurs dizaines de personnes sont arrêtées,,. Le président Erdoğan menace alors les membres du HDP : « Laissez-moi vous dire ceci : vous êtes suivis à la trace [...] Quelle que soit la place (publique) où vous sortirez, nos forces de sécurité seront sur vous. [...] Je vous le dis: attention ! Si certains suivent ces appels (à manifester) et commettent l'erreur de sortir dans la rue, ils paieront un prix très élevé. [...] C'est une lutte nationale, et nous écraserons quiconque s'oppose à cette lutte nationale ». Du 20 janvier au 5 février, 573 personnes sont arrêtées en Turquie pour « propagande terroriste » sur les réseaux sociaux selon le ministère de l'Intérieur.
Du côté de l'opposition syrienne, la Coalition nationale des forces de l'opposition et de la révolution (CNFOR) — aussi appelée la Coalition nationale syrienne (CNS) — apporte son soutien à l'offensive turque, mais le Conseil national kurde (CNK), pourtant membre de la CNFOR et opposé au PYD, condamne quant à lui l'offensive. L'offensive turque fait également l'objet de critiques au sein des membres de la rébellion syrienne, certains d'entre-eux acceptant mal que d'importantes forces de l'Armée syrienne libre soient mobilisées dans une offensive majeure contre les troupes kurdes d'Afrine alors qu'elles pourraient être engagées contre les forces de Bachar el-Assad qui progressent au même moment dans la région d'Idleb.
Pour le gouvernement turc, l'offensive d'Afrine n'est cependant qu'une première étape contre le PYD. Le 10 mars, le président Erdoğan déclare qu'une fois Afrine « nettoyée des terroristes, nous nettoierons aussi Manbij, Aïn al-Arab (Kobané), Tell Abyad, Ras al-Aïn et Qamichli ».

## Déroulement

Évolution de la situation à Afrine entre le 20 janvier et le 18 mars 2018 :
Zones contrôlées par le régime syrien et ses alliés
Zones contrôlées par les rebelles et l'armée turque
Zones contrôlées par les Forces démocratiques syriennes

Le 20 janvier, des troupes rebelles syriennes entrent dans la région d'Afrine. Les forces aériennes turques poursuivent pour leur part leurs bombardements. Selon l'armée turque, en une journée, 153 cibles, dont la base aérienne de Menagh, des abris et des caches d'armes, ont été frappées par 72 appareils. 
Le 21 janvier, à 8 heures UTC, des troupes de l'armée turque entrent à leur tour dans la région d'Afrine,. Les combats ont lieu au nord et à l'ouest d'Afrine,. La situation évolue peu lors des deux premiers jours d'affrontements : l'agence de presse turque Anadolu déclare que les forces rebelles et turques ont progressé de cinq kilomètres à l'intérieur du territoire syrien, mais les YPG affirment avoir repoussé la première incursion, tandis que l'Observatoire syrien des droits de l'homme (OSDH) confirme que les Kurdes ont repris une partie du terrain perdu,.
Le 22 janvier, le Premier ministre turc affirme que onze villages ont été pris aux YPG depuis le début de l'offensive. Les rebelles passent également à l'attaque à l'Est, depuis la ville d'Azaz, située à 20 kilomètres d'Afrine : plusieurs centaines de combattants s'emparent de la colline de Barsaya, mais les Kurdes contre-attaquent et la reprennent au bout de quelques heures,. Le 23 janvier, les forces rebelles et turques repartent à l'assaut dans le secteur d'Azaz et entrent dans le village de Qastal Jando, cependant les combats se concentrent principalement au nord et au sud-ouest d'Afrine,. Le même jour, les djihadistes de Hayat Tahrir al-Cham passent à l'attaque depuis le gouvernorat d'Idleb, au sud d'Afrine : les combats ont lieu près des ruines du monastère Saint-Siméon-le-Stylite et de la localité de Darat Izza. Les autorités kurdes lancent un appel à la « mobilisation générale » et invitent les civils à rejoindre les centres des Forces démocratiques syriennes.

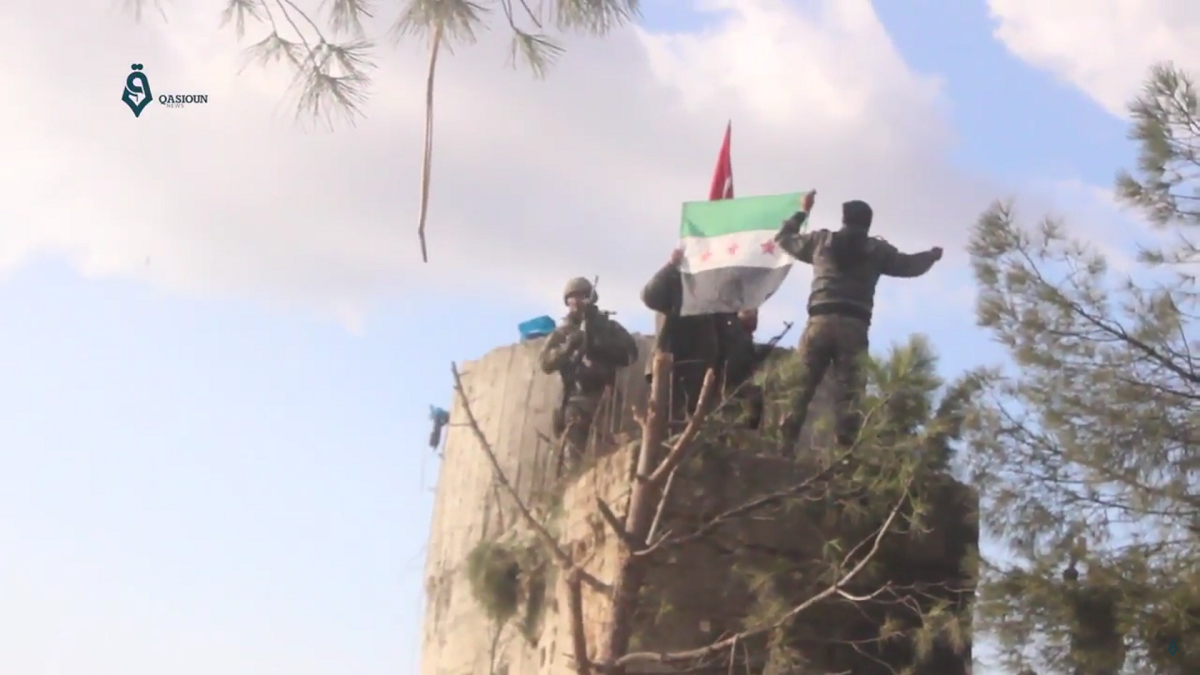
Des militaires turcs et des rebelles de l'Armée syrienne libre au sommet de la colline de Barsaya, le 29 janvier 2018.

Dans les premiers jours, les forces kurdes parviennent à contenir les offensives de l'ASL et de l'armée turque,. Selon Rami Abdel Rahmane, directeur de l'Observatoire syrien des droits de l'homme (OSDH) : « Dès qu'il y a conquête d'un village, il y a automatiquement une contre-offensive des Kurdes qui reprennent le contrôle de ce village ». Au soir du 24 janvier, les forces turques et rebelles ne contrôlent que deux ou trois villages.
Le 26 janvier, les vestiges du temple d'Aïn Dara, vieux de trois millénaires, sont touchés par des frappes aériennes de l'armée turque. Selon l'OSDH, « l'ampleur des destructions est de 60% ».
Le 28 janvier, après plusieurs jours de pluie et de brouillard, les forces turques et rebelles profitent d'un temps clair pour intensifier leurs bombardements et tenter à nouveau d'emporter la colline stratégique de Barsaya, près d'Azaz. L'assaut est lancé par les rebelles et les forces spéciales turques qui reprennent la colline de Barsaya en début d'après-midi après avoir tué au moins une douzaine de combattants kurdes et fait prisonnier deux autres,. Le 1er février, l'ASL s'empare également de la petite ville de Bulbul (en).
Cependant sur l'ensemble des fronts, les forces turques et rebelles piétinent et n'enregistrent qu'une faible progression,. Le 30 janvier, ils ne contrôlent qu'une dizaine de villages dans la région d'Afrine selon l'OSDH,. Le 2 février, ils en contrôlent 15.

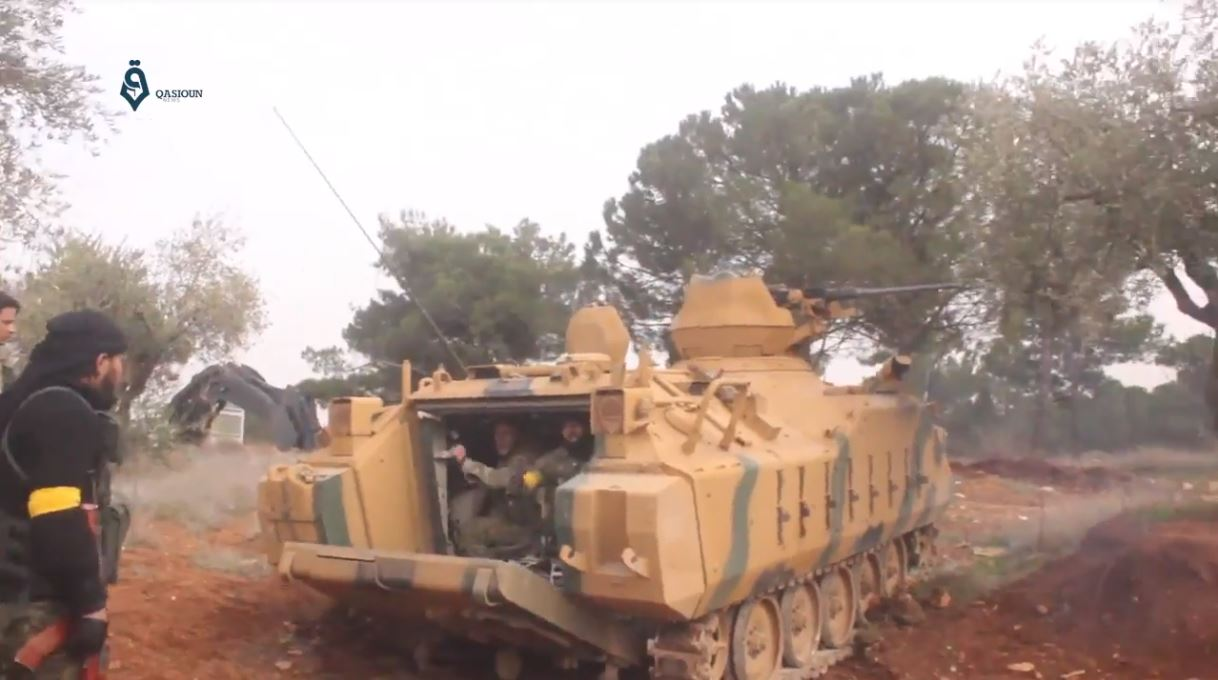
Des rebelles de l'Armée syrienne libre avec un blindé ACV-15 lors de l'offensive d'Afrine, le 25 janvier 2018.

Le 3 février, sept soldats turcs sont tués au combat, dont cinq dans un char Leopard 2 détruit par un missile antichar,,,. Le 7 février, la principale usine de traitement et de pompage approvisionnant Afrine en eau est endommagée par des bombardements. La journée du 10 février est particulièrement meurtrière pour l'armée turque : onze soldats sont tués, onze autres sont blessés et un hélicoptère est abattu par les YPG à l'ouest d'Afrine, dans le secteur de Rajo,,.
La progression des forces turques et rebelles est très lente : mi-février, elles ne contrôlent qu'une vingtaine de villages,.
Le 17 février, les FDS mènent pour la première fois une attaque en Turquie, contre un poste de police près de Kırıkhan, dans la province de Hatay ; les médias turcs font état de deux soldats et cinq rebelles syriens blessés par des tirs de mortier.

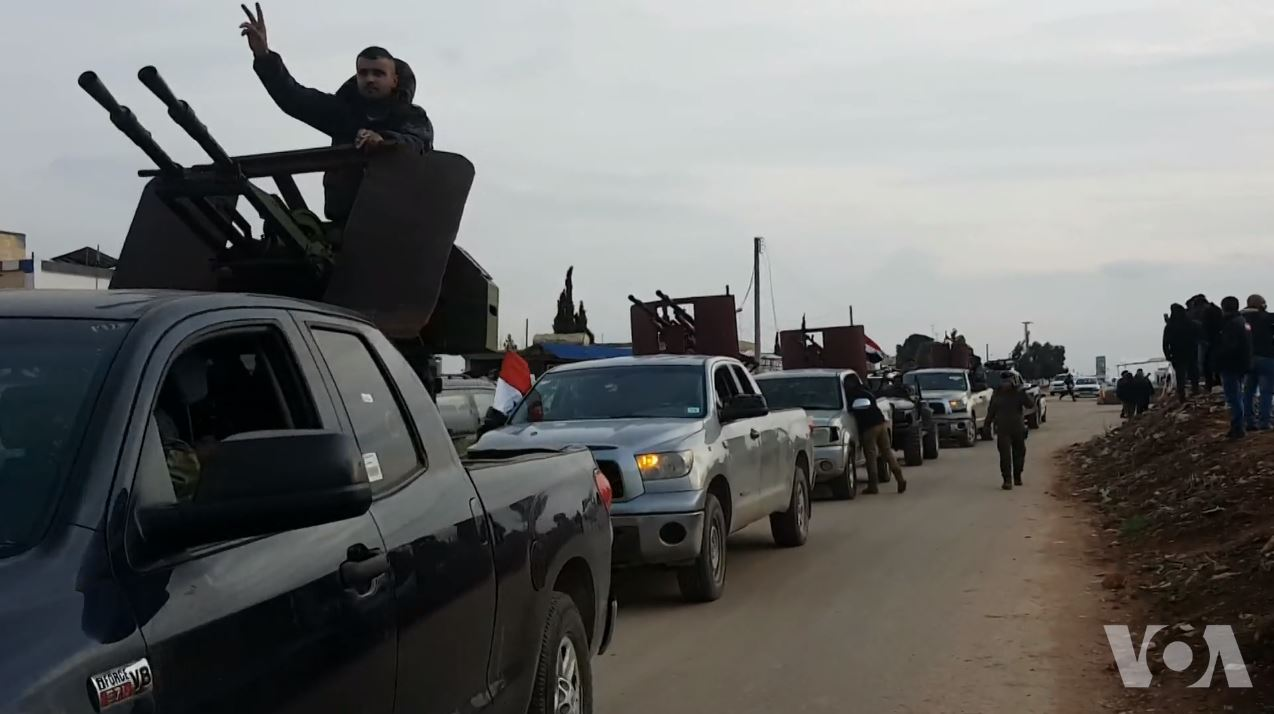
Entrée de miliciens pro-régime à Afrine, le 20 février 2018.

Mais parallèlement aux combats, les Kurdes du PYD ouvrent des négociations avec le régime de Bachar el-Assad afin d'obtenir un déploiement de forces de l'armée syrienne, espérant ainsi pousser les Turcs et les rebelles à renoncer à prendre Afrine,,,,. Le 20 février, l'accord est conclu et les premières forces pro-régime — des miliciens des Forces de défense nationale et du Liwa al-Baqir — entrent dans l'enclave d'Afrine,,. Les Turcs effectuent alors des « tirs d'avertissement » — qui pourraient avoir fait deux morts et cinq blessés parmi les miliciens — mais qui n'empêchent pas les loyalistes d'entrer dans la ville d'Afrine, où le drapeau du régime syrien n'avait plus été observé depuis 2012,,. Cependant en dépit de l'intervention loyaliste, la Turquie dépêche le même jour 1 200 hommes en renfort et poursuit son offensive et ses bombardements sur Afrine,,. Les termes de l'accord définitif auraient également déplu à la Russie, qui aurait souhaité ménager la Turquie avec un désarmement des YPG et la reprise de l'administration d'Afrine par le régime syrien.
Des centaines de combattants loyalistes entrent dans la région d'Afrine le 20 février et des dizaines d'autres suivent le lendemain. Cependant ces forces sont estimées insuffisantes par les YPG qui demandent une intervention de l'armée syrienne. De son côté, Ankara annonce le 26 février le déploiement des forces spéciales de la police et de la gendarmerie en vue des combats urbains à Afrine.
À cette période, la progression des Turcs et des rebelles s'accélère. Le 19 février, ces derniers contrôlent 33 villages. Le 20 février, ils s'emparent en une journée de 11 villages. Les rebelles et l'armée turque continuent d'avancer et occupent 49 villages le 21 février, soit 14 % des villages d'Afrine, puis 59 villages le 23 février, 65 villages le 24 février, 75 villages le 25 février, 80 villages le 2 mars, 95 villages le 4 mars et 100 villages le 6 mars, soit 30 % des villages de la région d'Afrine.

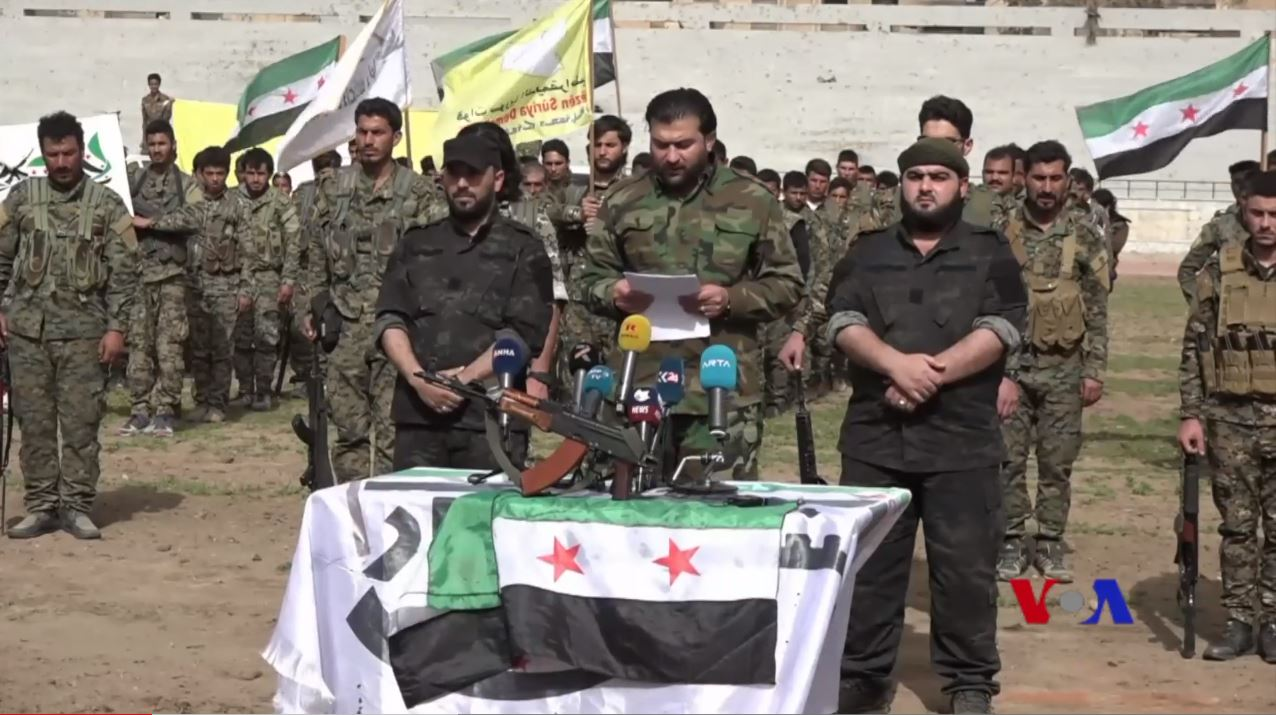
Des combattants de Jaych al-Thuwar et du Liwa Chamal al-Democrati, intégrés aux Forces démocratiques syriennes, le 6 mars 2018, dans le stade de Raqqa, annonçant leur départ pour Afrine afin de défendre la ville contre l'armée turque.

Le 22 février, un convoi de 130 véhicules civils venus de Qamichli pour manifester contre l'offensive est bombardé par l'aviation turque près du village de Basutê, à dix kilomètres au sud d'Afrine ; la frappe fait au moins un mort et 14 blessés.
Le 24 février, le Conseil de sécurité des Nations unies adopte une résolution réclamant un cessez-le-feu humanitaire d'un mois pour l'ensemble de la Syrie, cependant la Turquie refuse d'observer une trêve à Afrine et affirme son intention de continuer à combattre les « terroristes »,,.
Le 1er mars, des soldats turcs tombent dans une embuscade : huit d'entre-eux sont tués et treize blessés. Le même jour dans la soirée, au moins 14 miliciens pro-régime et trois combattants kurdes sont tués par des frappes aériennes turques contre le village de Jamma, au nord-est d'Afrine. Le 2 mars, au moins 36 miliciens loyalistes sont encore tués par des frappes turques contre le même village. Le 3 mars, les Turcs et les rebelles entrent dans la ville de Rajo (en), au nord-ouest d'Afrine,. Les miliciens du régime participent aux combats dans cette zone : quatre d'entre-eux y sont tués le 2 mars. Le 4 mars, Rajo est conquise en totalité par les rebelles et les Turcs,.
Les forces rebelles et turques attaquent ensuite la petite ville de Jandairis (en), située à 17 kilomètres sud-ouest d'Afrine. Le 5 mars, au moins 13 civils sont tués par des bombardements turcs contre cette localité,. Le 8 mars, la ville de Jandairis est entièrement conquise,.
Les forces kurdes sont alors en difficulté et commencent à être dépassées par les forces aériennes, l'artillerie et les armes lourdes de leurs adversaires,. Les rebelles et les Turcs se rapprochent d'Afrine par le Nord-Est : le 9 mars, ils sont à 10 kilomètres de la ville et le 10 mars, à quatre kilomètres,. À l'intérieur de la ville, la situation s'aggrave pour les civils : des villageois fuyant les combats se réfugient dans le centre-ville, où ils se cachent dans des caves, dorment dans les rues ou dans des bâtiments en construction ; le réseau de distribution d'eau est endommagé et l'eau courante coupée ; les communications téléphoniques sont également coupées, seuls quelques foyers restent reliés au reste du monde par des connexions à Internet par satellite. Le 12 mars, des centaines de civils commencent à fuir la ville. Selon l'OSDH, plus de 200 000 civils fuient Afrine entre le 14 et le 17 mars. L'ONU enregistre pour sa part 98 000 déplacés hors de la région d'Afrine à la date du 19 mars.

Évolution de la situation à Afrine au cours de la bataille :
Zones contrôlées par le régime syrien et ses alliés
Zones contrôlées par les rebelles et l'armée turque
Zones contrôlées par les Forces démocratiques syriennes

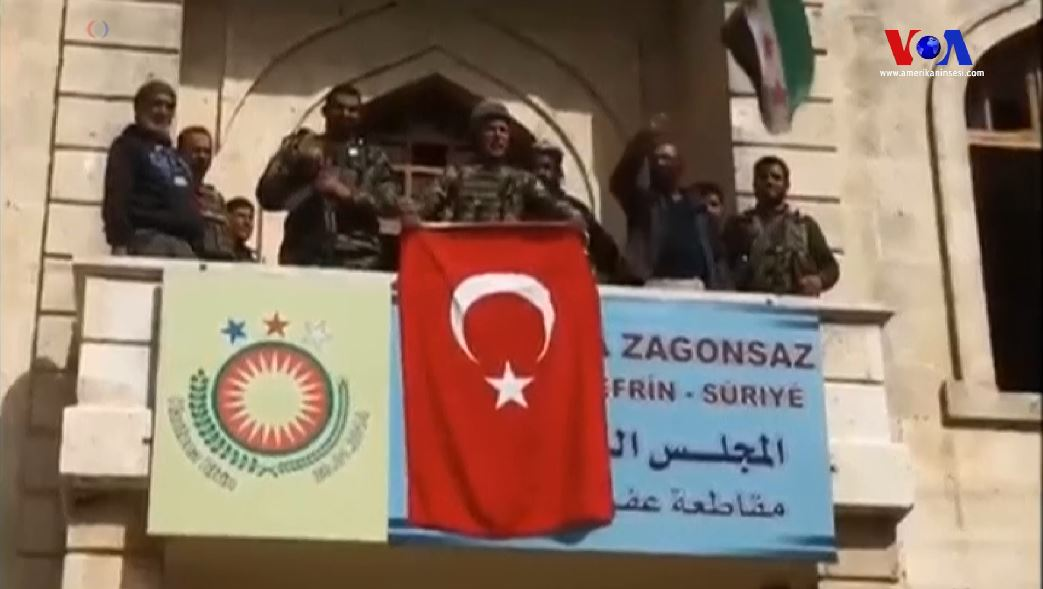
Des militaires turcs et des rebelles brandissant les drapeaux de la Turquie et de l'Armée syrienne libre dans un bâtiment officiel d'Afrine, le 18 mars 2018.

L'armée turque progresse ensuite à l'est d'Afrine et tente d'encercler la ville,,. Au 14 mars, les Kurdes ne disposent que d'une seule voie de sortie : la route de Nobl et Zahraa, au sud d'Afrine, mais elle est constamment bombardée. Le 14 mars, au moins 10 miliciens loyalistes sont notamment tués par des frappes aériennes turques près de Nobl et Zahraa, deux villes contrôlées par le régime syrien. Le 16 mars, au moins 27 civils sont tués par des tirs d'artillerie turcs. L'unique hôpital de la ville d'Afrine est bombardé par l'aviation turque et au moins 16 civils sont tués selon l'OSDH, dont deux femmes enceintes,,. Le même jour, l'aviation turque largue des tracts appelant les défenseurs de la ville à se rendre et à « faire confiance à la justice turque ».
Le matin du 18 mars, l'armée turque et les rebelles de l'Armée syrienne libre entrent dans la ville d'Afrine par le nord, l'ouest et l'est et s'en emparent en quelques heures quasiment sans combattre,,,,. La ville est alors désertée par la grande majorité de sa population civile et les combattants kurdes battent en retraite vers Tall Rifaat, en direction du sud-est,. Selon l'OSDH, 13 rebelles sont cependant tués et 25 blessés par l'explosion de mines,. Des drapeaux de la Turquie et de l'Armée syrienne libre sont hissés sur plusieurs points de la ville et les portraits d'Abdullah Öcalan sont abattus,. La statue de Kaveh, une figure mythique du panthéon kurde, est détruite par les rebelles,,,. Des bâtiments politiques et militaires, des magasins et des habitations civiles sont également pillés par les rebelles,,,.
Le jour de la chute d'Afrine, les YPG annoncent leur intention de poursuivre la guérilla,. Othman Sheikh Issa, le coprésident de l'autorité exécutive d'Afrine, déclare alors : « Nos forces sont présentes partout dans Afrin. Ces forces frapperont les positions de l'ennemi turc et de ses mercenaires à chaque opportunité (...). Partout dans Afrin, nos forces deviendront un véritable cauchemar »,.
Le 22 mars, trois soldats turcs sont tués et trois sont blessés lors d'une opération de déminage. Le 25 mars, des combats éclatent à Afrine entre deux groupes rebelles, Ahrar al-Charkiya et la Division al-Hamza, initialement à cause du pillage d'une maison à Afrine,,. Un chef d'Ahrar al-Charkiya est tué tandis que plusieurs hommes de la Division d'al-Hamza sont faits prisonniers. La Division al-Hamza est chassée d'Afrine et les combats s'étendent à al-Raï et al-Bab, jusqu'à ce que la Turquie et d'autres groupes rebelles interviennent pour mettre fin aux affrontements.
Après la prise d'Afrine, l'armée turque continue de s'emparer de quelques villages dans les jours qui suivent. Le 25 mars, elle annonce que la région d'Afrine est entièrement sous son contrôle. Le même jour, le président turc Recep Tayyip Erdoğan annonce que l'enclave de Tall Rifaat, située à une vingtaine de kilomètres à l'est d'Afrine, est le prochain objectif de l'opération. Cependant fin mars, les Forces démocratiques syriennes se retirent de Tal Rifaat et l'armée syrienne réinvestit la ville.

## Déplacés
L'offensive d'Afrine provoque l'exode d'une large partie de la population de la région, les Kurdes accusent alors la Turquie de « nettoyage ethnique »,,. La communauté yézidie, l'une des dernières de Syrie, fuit également massivement la région ; des yézidis sont menacés et insultés par des rebelles et plusieurs de leurs mausolées sont saccagés ou détruits,. À la date du 18 mars, après la chute de la ville d'Afrine, l'OSDH affirme que 250 000 civils ont fui l'avancée des forces turques et rebelles. Selon le Bureau de la coordination des affaires humanitaires (OCHA), environ 167 000 civils se sont enfuis : 137 000 d'entre-eux ont trouvé refuge dans la ville de Tall Rifaat, toujours contrôlée par les Forces démocratiques syriennes, les autres à Nobl et Zahraa, tenues par le régime syrien, ou dans des villages environnants,. L'ONU estime alors que 50 000  à   70 000 personnes sont toujours présentes à l'intérieur de la ville d'Afrine fin mars.

## Exactions
Le 30 janvier, une combattante kurde des YPJ nommée Barîn Kobanê est tuée au combat au nord d'Afrine et son cadavre est mutilé par des rebelles ; la vidéo de ces exactions est publiée le 2 février par l'OSDH et provoque un grand retentissement et une forte indignation dans le camp kurde,,,,.
Le 22 février, l'OSDH affirme avoir de nouveau reçu deux vidéos montrant l'exécutions de sept civils, dont des femmes, par des rebelles.
Amnesty International dénonce également les bombardements effectués dans des zones civiles par les forces turques et, dans une moindre mesure, par les forces kurdes des YPG,.
Le 16 mars 2018, le Haut-Commissariat des Nations unies aux droits de l'homme (HCDH) affirme que les forces kurdes empêchent la plupart des civils de quitter la ville d'Afrine et s’inquiète du risque que ces derniers soient utilisés comme boucliers humains,.
Après la prise d'Afrine, les exactions des rebelles contre les civils kurdes se poursuivent dans les mois qui suivent : vols, pillages, saisies des maisons abandonnées, assassinats, enlèvements contre rançon.
Le 2 août 2018, Amnesty International appelle la Turquie à mettre un terme aux « graves violations des droits de l'homme » à Afrine,. L'ONG publie un rapport dans lequel elle indique que les habitants d'Afrine « endurent de multiples atteintes aux droits de l'homme, qui sont pour la plupart le fait de groupes armés syriens équipés et armés par la Turquie. [...] Ces violations, sur lesquelles les forces armées turques ferment les yeux, englobent des détentions arbitraires, des disparitions forcées, la confiscation de biens et des pillages ». Diana Semaan, chercheuse pour Amnesty International, affirme qu'« Il règne à Afrin un climat de terreur. Les groupes armés syriens règnent en maîtres dans l’espace public. Les habitants, majoritairement kurdes, qu’ils perçoivent comme leurs ennemis, se sont vu confisquer leur ville et sentent qu’ils ne sont pas à l’abri de violences arbitraires de leur part. Cette peur paralyse les habitants et rend particulièrement difficile la recherche d’informations. Nous avons la certitude qu’il y a beaucoup plus de cas de disparitions et de tortures que ceux que nous avons pu établir ». Selon le rapport, des civils sont enlevés pour des raisons politiques ou bien dans le but d'en retirer des rançons, certains sont torturés, d'autres disparaissent, de nombreuses maisons sont pillées ou confisquées, et la Turquie laisse « toute latitude » aux groupes rebelles qui occupent Afrine,. Amnesty indique que « des sources locales ont évoqué au moins 86 cas de détention arbitraire, de torture et de disparition forcée ». Presque toutes les écoles de la ville sont fermées ou occupée par les rebelles, une école de Shara est notamment convertie en quartier général de la police et une autre de Jandiris comme centre de soins d’urgence. L'Université est également fermée après avoir été pillée. Plusieurs témoins interrogés désignent les groupes Front du Levant, la 55e division, Faylaq al-Cham, la Division Sultan Mourad et Ahrar al-Charkiya comme auteurs de ces exactions.
Le 15 septembre 2020, un rapport des enquêteurs de la Commission indépendante internationale sur la Syrie dans le cadre de l'ONU dénonce les exactions commises à Afrine et Ras al-Aïn contre les populations kurdes par les forces rebelles de l'Armée nationale syrienne soutenues par la Turquie : tortures, viols, assassinats, pillages systématiques, rackets, déplacements forcés, appropriations forcées de propriétés civiles, détentions arbitraires et enlèvements.

## Pertes
Selon l'Observatoire syrien des droits de l'homme (OSDH), au moins 403 rebelles, 469 combattants YPG et HXP, 91 combattants loyalistes, 78 soldats turcs et 289 civils, dont 28 femmes et 43 enfants, ont été tués entre le 20 janvier et le 17 mars 2018. Le 18 mars, l'OSDH hausse les pertes des YPG et des HXP à 1 500 morts — la plupart des pertes ayant été causées par les frappes aériennes et des tirs d'artillerie — et donne un bilan de 437 morts pour les rebelles, 78 morts pour l'armée turque, 91 morts pour les miliciens loyalistes et 289 civils tués,,,. Au 28 mars, l'OSDH estime qu'au moins 463 rebelles, 1 506 combattants YPG et HXP, 91 combattants loyalistes et 80 soldats turcs ont été tués.
Le 7 mars, les Forces démocratiques syriennes affirment que les combats ont fait 283 morts dans leurs rangs, contre 1 588 morts pour la Turquie et ses alliés, et que 165 civils ont été tués et 650 blessés. Le 18 mars, les Forces démocratiques syriennes déclarent déplorer 820 morts dans leurs rangs depuis le début de l'offensive et affirment que 500 civils ont été tués et 1 030 blessés.
En janvier 2019, les YPG affirment pour leur part que les combats dans la région d'Afrine ont fait 544 morts dans leurs rangs entre le 20 janvier et le 18 mars 2018 et 56 autres, dont 16 membres des YPJ, le reste de l'année 2018. Les YPG portent les pertes civiles à 224 morts, dont 51 enfants et 42 femmes, et 650 blessés, dont 87 enfants et 93 femmes, entre le 20 janvier et le 18 mars 2018. Elles revendiquent également la mort de 2 422 soldats turcs et « mercenaires » entre le 20 janvier et le 18 mars 2018, puis de 350 autres, dont 65 soldats turcs et 258 « mercenaires », le reste de l'année.
Au 25 mars 2018, la Turquie affirme que 302 rebelles de l'ASL ont été tués et que 3 747 « terroristes » ont été « neutralisés » depuis le début de l'offensive. Le 18 mars, après la prise d'Afrine, l'armée turque déclare que ses pertes sont alors de 46 morts et 225 blessés. À la date du 22 mars, la Turquie déclare que 49 de ses soldats ont été tués lors de l'offensive.
À la date du 21 février 2018, le média syrien Aleppo 24, favorable à l'opposition, affirme avoir recensé la mort d'au moins 77 rebelles, 31 soldats turcs, 405 combattants des YPG, dont 46 membres des YPJ et 8 combattants étrangers, ainsi que 47 civils tués par les bombardements et les tirs d'artillerie turcs, 13 civils tués en Syrie par l'artillerie des YPG et 5 civils tués en Turquie par l'artillerie des YPG. Il affirme également qu'au moins 38 membres des YPG ont été faits prisonniers.
Selon une enquête réalisée pour Bellingcat par Gregory Waters, 50 miliciens du régime ont été tués entre le 2 et le 20 mars par des frappes aériennes de l'armée turque.
Les autorités du Rojava affirment le 17 février, en citant l'hôpital d'Afrin, que 180 civils ont été tués et 413 blessés entre le 20 janvier et le 13 février 2018.
Selon le Croissant-Rouge kurde, 93 civils ont été tués, dont 24 enfants, et 313 blessés, dont 51 enfants, entre le 22 janvier et le 21 février 2018.
En Turquie, quatre civils sont également tués et plusieurs autres blessés par des tirs de roquettes effectués par les YPG depuis la Syrie.
Au moins quatre volontaires occidentaux — un Français nommé Olivier Le Clainche et surnommé « Kendal Breizh », un Espagnol nommé Samuel Prada Leon et surnommé « Baran Galicia », un Islandais nommé Haukur Hilmarsson (en) et une Britannique nommée Anna Campbell — trouvent également la mort à Afrine en combattant au sein des forces kurdes ; tous sont tués par des frappes aériennes turques,,,,. Au moins quatre volontaires turcs du Bataillon international de libération — dont deux combattants du TKEP/L, un du DKP et un du THKP-C/MLSPB — et un autre de la Brigade Michael Israel sont également tués pendant la bataille.
Le 14 avril 2018, l'état-major turc indique qu'au total 4 157 « terroristes » ont été « neutralisés » depuis le début de l'opération.

## Conséquences
La perte d'Afrine est un rude coup pour les Kurdes du PYD qui perdent un de leurs bastions historiques et une zone à majorité kurde,,. La Turquie consolide pour sa part son emprise dans le nord-ouest de la Syrie et relie ainsi les régions d'Idleb et d'al-Bab,. 
Le 19 mars, le président turc Recep Tayyip Erdoğan confirme son intention de poursuivre l'offensive en Syrie et même en Irak : « En prenant hier le contrôle du centre de la ville d'Afrin, nous avons réalisé la phase principale de l'opération Rameau d'olivier. Maintenant, nous allons continuer vers Manbij, Aïn al Arab, Tall Abyad, Ras al-Aïn et Qamichli, jusqu'à ce que ce corridor disparaisse ». Il menace également d'intervenir à Sinjar, en Irak, et déclare au gouvernement irakien : « Si vous êtes incapables de repousser cette menace, nous pouvons entrer une nuit dans la région de Sinjar et la nettoyer du PKK. [...] Si vous êtes nos amis, si vous êtes nos frères, alors vous nous aiderez ! ». Cependant si l'armée américaine n'était pas déployée dans la région d'Afrine, elle est en revanche présente dans les autres territoires contrôlés par les Forces démocratiques syriennes. Le 19 mars, la porte-parole du département d'État des États-Unis, Heather Nauert, déclare : « Nous avons à plusieurs reprises exprimé notre profonde préoccupation aux autorités turques à propos de la situation à Afrine ». Le 21 mars, la chancelière allemande Angela Merkel déclare : « C'est inacceptable ce qu'il se passe à Afrine où des milliers et des milliers de civils sont réprimés, meurent ou sont forcés à la fuite, nous le condamnons de la manière la plus ferme ». Le régime syrien condamne pour sa part la prise d'Afrine et réclame « le retrait immédiat des envahisseurs ».
En avril 2018, la bataille de la Ghouta orientale s'achève près de Damas et les rebelles capitulent en échange de leur évacuation vers le nord de la Syrie. Des dizaines de milliers des combattants et de civils sont alors conduits vers Idleb et Jarablus. Une large partie d'entre-eux s'installe alors dans la région d'Afrine, certains s'établissent dans des maisons abandonnées par leurs anciens propriétaires,,.

### Suites
Les 17 et 18 novembre 2018, des combats éclatent à Afrine entre groupes rebelles. Ils opposent un seul groupe, Tajamo Chouhada al-Charkiya, accusé selon l'OSDH de ne pas respecter « les décisions des forces turques » et « de multiples abus », à toutes autres factions soutenues par la Turquie. Selon l'OSDH, les combats font au moins 32 morts, dont 14 du côté de Tajamo Chouhada al-Charkiya,,,,.
Le 13 décembre 2018, un soldat turc est tué dans la région d'Afrine par des tirs venus de la région de Tall Rifaat selon le ministère turc de la Défense. Le 26 juin 2019, dans cette même région, des tirs de roquettes kurdes font un mort et cinq blessés du côté de l'armée turque.
Le 3 mai 2019, en Turquie, onze médecins membres de l'instance dirigeante de l'Union des médecins de Turquie (TTB), la principale association turque de médecins, sont condamnés à des peine de huit mois à un an et demi de prison pour « incitation à la haine et à l'inimitié » et « propagande terroriste » pour avoir publié un texte critiquant l'offensive turque à Afrine en la qualifiant de « problème de santé publique ».

### Rapports
- Reported civilian casualties from Turkish military actions in Iraq and Syria: 2018, Airwars, 29 janvier 2018.

### Vidéographie
- [vidéo] Vidéo : l'offensive des forces turques en Syrie, France 24, 23 janvier 2018.
- [vidéo] Syrie : la guerre des Turcs contre les Kurdes, France 2, 24 janvier 2018.
- [vidéo] Offensive turque en Syrie : les Kurdes d'Afrin refusent de ployer le genou face à Erdogan, France 24, 26 janvier 2018.
- [vidéo] Christoph Koettl, David Botti, Barbara Marcolini et Malachy Browne, How a Drone Hunted Three Kurdish Fighters in Syria, The New York Times, 3 mars 2018.
- [vidéo] Kurdes de Syrie : lâchés par les Occidentaux ?, France 2, 18 mars 2018.
- [vidéo] Syrie : le siège d'Afrin, ARTE, 20 avril 2018.

### Reportages photographiques
- Fanny Arlandis, Que se passe-t-il à Afrin, en Syrie?, Slate, 25 janvier 2018.
- La prise d’Afrin par l’armée turque, documentée par les photographes de l’AFP, Le Monde avec AFP, 19 mars 2018.